# Rubinho
Ne pas confondre avec le footballeur brésilien Robinho.
Rubens Fernando Moedim, plus communément appelé Rubinho (né le 4 août 1982 à São Paulo au Brésil), est un footballeur brésilien, qui évolue au poste de gardien de but.
Il est le frère de Zé Elias, ancien joueur de l'Inter Milan et du Bayer Leverkusen notamment.

## Biographie
Formé dans un des gros clubs de sa ville natale chez les Corinthians de São Paulo, il ne dispose que d'un faible temps de jeu dans un effectif qui compte alors des gardiens de l'envergure de Dida et autre Doni. Malgré tout, le club sent que le joueur va devenir un grand.
En fin de contrat, il décide de s'engager pour le club portugais du Vitoria Setubal. Six mois plus tard, il rejoint le Genoa alors en Serie B. 
Devenu titulaire indiscutable au sein d'un effectif bien ancré en Serie A, il est échangé au mercato d'été 2008 avec un Marco Amelia pas très convaincant dans les cages de l'US Palerme. Alors qu'il ne s'impose pas dans les cages palermitaines, barré par le tout jeune mais néanmoins excellent Salvatore Sirigu, il rejoint dès le mercato hivernal l'AS Livourne Calcio sous la forme d'un prêt, en échange de Francesco Benussi. Il est en concurrence avec Alfonso De Lucia au sein du club toscan, qui se bat pour éviter la relégation. Le club relégué au terme d'une saison difficile pour Rubinho, il retourne à Palerme pour être à nouveau prêté, en Serie B, au Torino FC. 
En août 2012, la Juventus d'Antonio Conte engage Rubinho. Il est alors le troisième gardien dans la hiérarchie derrière Gianluigi Buffon et Marco Storari, mais joue tout de même un match en championnat lors de la saison 2012-13 (défaite 3-2 le 18 mai 2013 lors de la 38e journée contre la Sampdoria). Le 18 mai 2014, il joue son second match pour la Juventus en rentrant à la 53e minute du dernier match (victoire 3-0 lors de la 38e journée contre Cagliari) de la saison de tous les records sur la sortie de Gianluigi Buffon. C'est également au cours de cette saison qu'il remporte le second trophée de sa carrière avec le deuxième titre de champion d'Italie d'affilée.

## Palmarès

### En club
Avec la Juventus, il est champion d'Italie à deux reprises en 2013 et 2014. Depuis le banc de touche, il voit son club remporter la supercoupe d'Italie en 2013 et 2015, la coupe d'Italie en 2015 et être finaliste de la Ligue des champions en 2015.

### En sélection
Avec l'équipe du Brésil des moins de 17 ans, il est champion du monde en 1999.